# Samuel Beal
Samuel Beal, född 27 november 1825, död 20 augusti 1889, var en brittisk orientalist.
Beal var professor i kinesiska vid University College i London och var den egentlige grundläggaren av det vetenskapliga studiet av den kinesiska buddhismen. Bland hans arbeten märks The Buddhist Tripitaka as it is known in China and Japan (1876), Buddhism in China (1884), A life of Buddha by Açvaghosha Bodhisattva – en översättning av Açvaghosha Bodhisattva (1879), och främst Buddhist records of the western world, en översättning av de kinesiska buddhistiska pilgrimerna Fa-Hians, Sung-yus och Hiuen-Tsangs beskrivningar av sina pilgrimsfärder (2 band, 2:a upplagan 1906), samt en översättning av Shaman Hwui Lis biografi över Hiuen Tsang, A life of Hiuen Tsang (2:a upplagan 1911).